# Aleksandr Wasiljew (lekkoatleta)
Aleksandr Wasiljew, ros. Александр Васильев (ur. 26 lipca 1961) – białoruski lekkoatleta specjalizujący się w biegach płotkarskich. W czasie swojej kariery reprezentował Związek Socjalistycznych Republik Radzieckich.
W 1984 r. zajął I miejsce w biegu na 400 metrów przez płotki podczas rozegranych w Moskwie zawodów "Przyjaźń-84" (z czasem 48,63). Największy sukces na arenie międzynarodowej odniósł w 1986 r. w Stuttgarcie, zdobywając tytuł wicemistrza Europy w biegu na 400 metrów przez płotki (z czasem 48,76; za Haraldem Schmidem). W 1986 r. zajął również II miejsce w biegu na 400 metrów przez płotki podczas Igrzysk Dobrej Woli w Moskwie (z czasem 48,24; za Edwinem Mosesem).
Czterokrotnie zdobył złote medale mistrzostw ZSRR w biegu na 400 metrów przez płotki, w latach 1985, 1986, 1987 oraz 1988. 
Rekord życiowy w biegu na 400 metrów przez płotki: 47,92 – Moskwa 17/08/1985 (rekord Białorusi)